# East Island (Ashmore-Inseln)
East Island, auch East Islet genannt, ist eine von drei kleinen und unbewohnten Inseln der Ashmore-Inseln.
Die Inselgruppe liegt etwa mittig zwischen Australien und Timor und ist Teil der exterritorialen Gebiete Australiens. Die Inselgruppe ist etwa 320 Kilometer von der Nordwestküste Australiens und 144 Kilometer von der indonesischen Insel Roti entfernt.
Die Insel mit einer Fläche von lediglich 0,16 km² besteht aus Korallenschutt und Sand, der teilweise von Gras und Gebüsch bedeckt ist. Sie liegt, wie die anderen Inseln der Inselgruppe, am Rand des australischen Kontinentalschelfs. Die Landflächen der Ashmore- und Cartierinseln sind ein Naturschutzgebiet, das um ein Meeresschutzgebiet, das Ashmore Reef National Nature Reserve and Cartier Island Marine Reserve, erweitert wurde.